# Борго Гарбиногара (Палермо)
Борго Гарбиногара је насеље у Италији у округу Палермо, региону Сицилија.
Према процени из 2011. у насељу је живело 6 становника. Насеље се налази на надморској висини од 162 м.